# Jovtneve, Reșetîlivka
Jovtneve (în ucraineană Жовтневе) este localitatea de reședință a comunei Jovtneve din raionul Reșetîlivka, regiunea Poltava, Ucraina.

## Demografie
Componența lingvistică a localității Jovtneve
     Ucraineană (96,32%)
     Rusă (3,26%)
     Alte limbi (0,38%)
Conform recensământului din 2001, majoritatea populației localității Jovtneve era vorbitoare de ucraineană (96,32%), existând în minoritate și vorbitori de rusă (3,26%).